# تاکس، تایرل
تاکس، تایرل (به آلمانی: Tux, Tyrol) یک سکونتگاه مسکونی در اتریش است که در Schwaz District واقع شده‌است.

## خصوصیات
تاکس ۱۱۱٫۱ کیلومترمربع مساحت دارد ۱٬۲۸۱ متر بالاتر از سطح دریا واقع شده‌است.